# Tay-K
Tay-K, pseudonimo di Taymor Travon McIntyre (Long Beach, 16 giugno 2000), è un rapper e criminale statunitense.
Ha ottenuto la fama a livello nazionale grazie al brano The Race, che ha raggiunto la posizione numero 44 nella Billboard Hot 100 ed è stato certificato disco di platino dalla RIAA nel 2018. Il brano è diventato popolare dopo il suo arresto a Elizabeth, nel New Jersey, a seguito di una caccia all'uomo di livello nazionale per omicidio. Dopo tre mesi di latitanza è stato arrestato il 30 giugno 2017, stesso giorno in cui è stata pubblicata la sua canzone The Race.

## Biografia
Taymor Travon McIntyre è nato il 16 giugno 2000 a Long Beach, in California. Suo padre, Kevin Beverly, originario di Compton, era un membro dei Crips nell'area di Long Beach. Quando suo padre venne arrestato, Tay-K aveva otto anni e si trasferì a Las Vegas con sua madre e sua sorella. Quando poi il padre fu scarcerato, si trasferì con la famiglia ad Arlington, in Texas. McIntyre ha frequentato la Martin High School e la Young Junior High School, entrambe ad Arlington. Ha come punti di riferimento i rapper Chief Keef e Eazy E.
Tay-K ha iniziato la sua carriera musicale nel 2014 coi Daytona Boyz, insieme ai rapper Pimpyz e Santana Sage. Nel 2015 ha pubblicato il suo primo brano, Bif Xannen, sulla piattaforma SoundCloud. Il 16 marzo 2016 pubblica su SoundCloud la sua seconda canzone, Megaman. Nel corso del 2016 pubblica una vasta serie di brani.
Raggiunge la fama a livello nazionale col brano The Race, registrato nel suo periodo di latitanza. Il brano ha debuttato alla quarantaquattresima posizione nella Billboard Hot 100 ed è stato certificato disco di platino dalla RIAA. Diversi rapper hanno remixato The Race, tra questi i più noti sono: Tyga, Lil Yachty, Fetty Wap e Rico Nasty. Mentre era detenuto in prigione a Fort Worth, nella contea di Tarrant, in Texas, il suo management il 29 luglio 2017 ha pubblicato Santana World, il suo mixtape di debutto.
Il 14 dicembre 2017, Santana World viene ripubblicato con l'aggiunta di The Race (Remix), remix ufficiale di The Race, in collaborazione con 21 Savage e Young Nudy.

## Vicende giudiziarie
Nel luglio 2019 Tay-K è stato condannato a cinquantacinque anni di reclusione per l'omicidio del ventunenne Ethan Walker, avvenuto nel 2016.Nel novembre 2019 è stato accusato di un secondo omicidio, stavolta per aver sparato al ventitreenne Mark Anthony Saldivar, mentre era ancora in attesa di processo. È stato anche condannato a 30 anni di carcere con l'accusa di rapina a mano armata e tredici anni ciascuno per altre due accuse di rapina a mano armata, oltre a 21 000 dollari di multa, secondo l'ufficio del procuratore distrettuale penale della contea di Tarrant.

## Discografia

### Mixtape
- 2017 – Santana World

### EP
- 2017 - Living Like Larry

### Singoli
Singoli come artista principale
- 2017 – The Race
- 2018 - After You

Singoli come artista ospite
- 2018 - Hard (No Jumper feat. Tay-K e BlocBoy JB)